# Derebej
Derebej (též derebeg, turecky: Derebeyi) byl feudální vlastník v Osmanské říši (v Malé Asii a v oblastech Lázistánu a Adžárie kolem Černého moře) v 18. století; byli značně nezávislí na ústřední vládě Osmanské říše.
Derebejové měli původně měli poskytovat sultánovi v době války vojáky. Postupně se přeměnili ve spíše zpupné vládce různých izolovanějších údolí.
Za vlády sultána Selima III. v páté Rusko-turecké válce v letech 1768-1774 byli derebejové důležitou složkou osmanskéh vojska, což jim umožnilo přivlastnit si skoro celou Anatolii (Malou Asii).
Derebejové měli v osmanské politice a vládě velký vliv, který se ale za vlády nástupce Selima III. Mahmuta II. postupně snižoval v důsledku centralizace státu.

## Charakteristika
Derebejové byli povinní poskytovat vojenskou pomoc sultánovi zajišťováním vojáků v době války, ale vládli a spravovali svá vlastní území prakticky zcela svobodně, což jim umožňovalo vytvářet vlastní dynastie. Vznik tohoto druhu feudálních vlastníků bylo historicky podmíněno dvěma vývojovými faktory. 
Jednak postupným opouštěním timorského systému správy daných území Osmanské říše vojenskými lény pomocí osmanských jezdeckých jednotek, označované jako Sipáhí. A dále směřováním ústřední vlády k přenesení povinnosti výběru daní právě na derebeje, kterým byla uložena povinnost daně vybírat, a příslušnou část odevzdávat Osmanské říši. 
V původní terminologii byli tito prostředníci často označováni jako âyân, ačkoliv pro popis této třídy byly také použity jiné termíny. Jejich oficiální postavení, účinné pravomoci a geografický rozsah pověření se mohly mezi jednotlivými derebeji velmi lišit, a také se mohly v průběhu času různě vyvíjet. Různé charakteristiky svěřeného území, jako je jeho hospodářský rozvoj, nebo to, že se daná oblast stala předmětem mezinárodní politiky, také značně ovlivňovaly postavení derebejů. 
Ti se sice nesnažili svrhnout osmanský stát, ale usilovali o autonomii v říši pro sebe a své dědice. Vybíráním a kontrolou daníve jejich regionech, jakož i poskytováním ozbrojených mužů pro sultánovy války jen v případech, když to prospělo jejich zájmům, byly nevýhodné pro centralizované ovládání Osmanské říše, především v průběhu 18. a v počátku 19. století. 
V Rusko-turecké válce v letech 1768–1774 došlo k nárůstu moci a vlivu derebejů, protože osmanská vláda závisela na jejich podpoře. Koncem 18. století, během vlády Sultána Selima III., byla role derebejů v osmanských záležitostech tak významná, že byla většina Malé Asie (Anatolie) ovládána právě jimi. Velký vliv derebejů v Osmanské politice a vládě se ale začal postupně snižovat za sultána Mahmuta II. (nástupce Selima III.), kdy docházelo ke stále větší centralizaci státu, a administrativu vedli jmenovaní správci. 
V 19. století se termín derebej začal užívat pro mocné dědičné vlastníky půdy v jižním a východním Turecku. Do roku 1866 byli zbývající derebejové podrobeni během vojenského tažení v Çukurovské oblasti. V 19. století byli s opětovným posílením osmanské ústřední moci postupně osmanizováni, tj. stali se součástí fungování ústřední vlády. Mnoho členů derebejských rodin zanechalo trvalá díla sloužící k obecnému užitku, zatímco jiní byli zapojeni do tvrdých bojů, které vedly k veřejným vzpourám, jako v případě povstalce Atçalı Kel Mehmet Efe.